# Synopsis Coniferarum
Synopsis Coniferarum (abreviado Syn. Conif.) es un libro con ilustraciones y descripciones botánicas que fue escrito por el botánico de Austria, numismático, político, y sinólogo Stephan Ladislaus Endlicher. Fue publicado en el año 1847.